# Megachile esakii
Megachile esakii är en biart som beskrevs av Keizo Yasumatsu 1935. Megachile esakii ingår i släktet tapetserarbin, och familjen buksamlarbin. Inga underarter finns listade i Catalogue of Life.